# Worlds End Bluff
Das Worlds End Bluff (englisch sinngemäß für Kliff am Ende der Welt) ist ein 267 m hohes und exponiertes Felsenkliff im Hudson-Gebirge des westantarktischen Ellsworthlands. Es ragt 11 km südlich des Webber-Nunataks und südlich des Mount Manthe auf.
Das UK Antarctic Place-Names Committee benannte es nach seiner abgelegenen geografischen Lage.